# Generalmilitärkasse
Die Generalmilitärkasse war im Deutschen Reich diejenige Kasse, die die großen Zahlungen für die deutsche Armee zu leisten hatte. Sie hatte ihren Sitz stets im Zentrum von Berlin.

## Geschichte
Die Generalmilitärkasse bestand unter dem Namen Feldkriegskasse bzw. Generalkriegskasse seit dem Jahr 1678 und war ursprünglich in einem Lagerhaus in der Klosterstraße 75/76 in Berlin untergebracht. Dieses Gebäude, direkt neben dem Grauen Kloster gelegen, wurde bei der Umnutzung aufgeteilt in ein Haus mit der Nr. 75, bewohnt vom Grafen von Dyhern, Chef der Erleuchtungskompanie und Nr. 76 als gemischtes Geschäfts- und Wohnhaus mit Bewohnern, die mit dem Militär in Verbindung standen. Diese Generalkasse unterstand dem Kriegsministerium direkt. Ihr stand ein Kriegszahlmeister vor.
Um 1880 ließ der Militär-Fiskus auf seinem Grundstück in der Königgrätzer Straße 122 (heute Stresemannstraße) das dort wahrscheinlich 1843 errichtete Landwehrzeughaus abreißen und bis 1883 von August Busse einen Neubau für die Generalmilitärkasse errichten. Das neue Gebäude beherbergte auch noch andere militärische Kassenverwaltungen wie die Zentralkasse für die Marine-Verwaltung, die Militärpensionskasse, einige Corps-Zahlungsstellen sowie die I. Garnison-Bauinspektion und Wohnungen für Hausmeister und Angestellte.